# 脂尾袋鼩
脂尾袋鼩（Sminthopsis crassicaudata ）是一种类似於老鼠的有袋類動物。它平均体长60—90（2.4—3.5英寸） ，尾巴長45—70（1.8—2.8英寸） 。耳长14—16（0.55—0.63英寸） 。

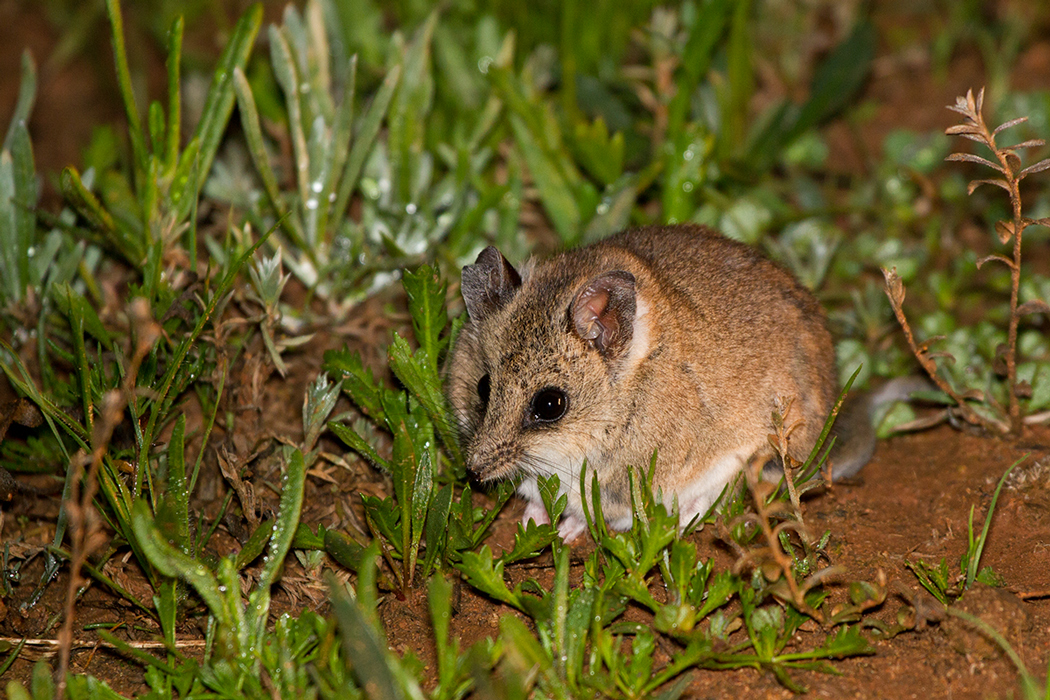
脂尾袋鼩在其自然栖息地中

脂尾袋鼩主要分佈於金伯利和北领地、阿纳姆地和卡卡杜国家公园。脂尾鼩可以在极端、半干旱的环境中生存。